# Solanum heterodoxum
Espèce
Solanum heterodoxum est une espèce de plantes herbacées du genre Solanum de la famille de Solanaceae originaire d'Amérique du Nord (sud-ouest des États-Unis, Mexique).
Cette plante est l'un des hôtes primaires du doryphore de la pomme de terre.

## Distribution
L'aire de répartition de Solanum heterodoxum  s'étend du sud-ouest de Nouveau-Mexique et du sud-est de l'Arizona aux États-Unis jusqu'à l'État de Veracruz au Mexique. Cette aire est en fait disjointe, interrompue dans sa partie centrale par le désert de Chihuahua.

## Liste des variétés
Selon NCBI (26 juil. 2011) :
- variété Solanum heterodoxum var. heterodoxum
- variété Solanum heterodoxum var. novomexicanum
- variété Solanum heterodoxum var. setigeroides